# 長崎県道137号彼杵停車場線
長崎県道137号彼杵停車場線（ながさきけんどう137ごう そのぎていしゃじょうせん）は、長崎県東彼杵郡東彼杵町を通る一般県道である。

## 概要
東彼杵郡東彼杵町蔵本郷のJR九州大村線 彼杵駅から国道205号に至る。

### 路線データ
- 起点：長崎県東彼杵郡東彼杵町蔵本郷（JR九州大村線 彼杵駅前）
- 終点：長崎県東彼杵郡東彼杵町蔵本郷（国道205号交点）
- 総延長：152 m

## 地理

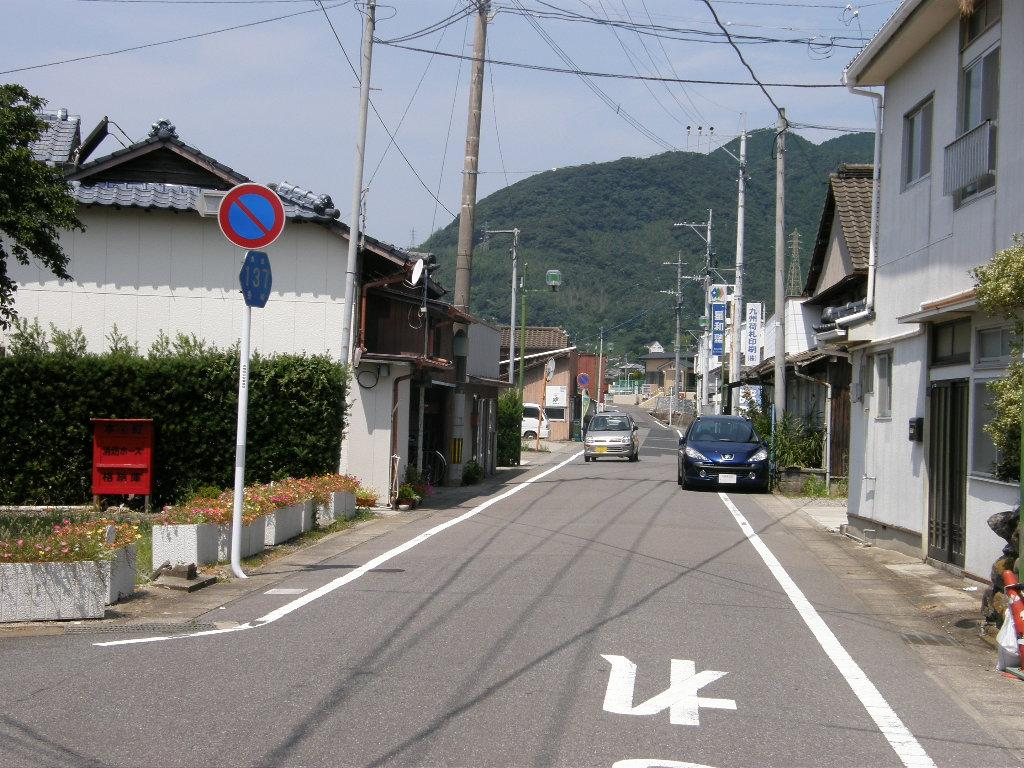
長崎県道137号彼杵停車場線全景

### 通過する自治体
- 東彼杵郡東彼杵町

### 交差する道路
| 交差する道路 | 交差する場所 | 交差する場所 |
| ------------ | ------------ | ------------ |
| 国道205号    | 蔵本郷       | 終点         |

### 沿線
- JR九州大村線 彼杵駅
- 東彼杵町立彼杵小学校
- 東彼杵町役場
- 道の駅彼杵の荘（終点付近）